# Hyphoconis
Hyphoconis is een monotypisch geslacht van schimmels dat behoort tot orde Capnodiales. De familie is nog niet zeker (Incertae sedis). Het geslacht bevat alleen Hyphoconis sterilis.